# Karel Klostermann

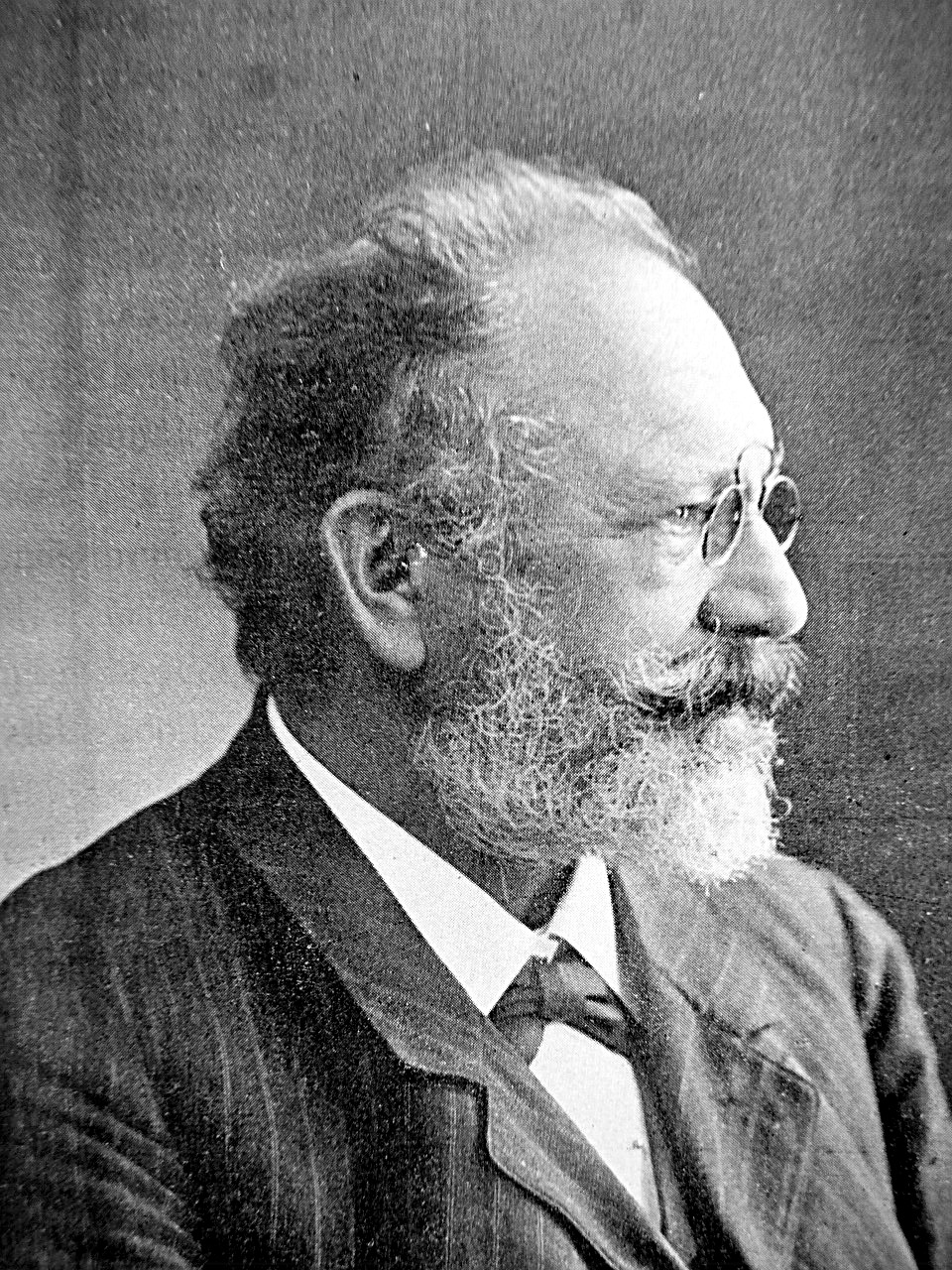
Karel Klostermann

Karel Klostermann (* 13. Februar 1848 in Haag am Hausruck, Österreich, als Carl Faustin Klostermann; † 17. Juli 1923 in Štěkeň) war ein deutschböhmischer Schriftsteller aus dem Böhmerwald, der auf Deutsch und Tschechisch schrieb. Er schrieb auch unter dem Pseudonym Faustin.

## Leben
Klostermann wurde als erstes von zehn Kindern des Arztes Josef Klostermann aus Schlösselwald bei Rehberg im Böhmerwald und dessen Frau Carolina Hauer in Haag am Hausruck in Oberösterreich geboren. Nach der Matura 1865 in Písek studierte er von 1866 bis 1868 Medizin an der Wiener Universität. Aus unbekannten Gründen schloss er das Studium nicht ab und trat 1871 die Stelle eines Hauslehrers in Nordböhmen an. Ein Jahr später arbeitete er als Journalist bei der Zeitschrift Wanderer in Wien. An der deutschen Staats-Realschule in Pilsen war Klostermann ab 1873 Lehrer für die französische und deutsche Sprache. Nach fünf Jahren, nachdem er sich verehelicht hatte, wurde er beamteter Lehrer und blieb dort bis zu seiner Pensionierung im 65. Lebensjahr. Ab 1907 war Klostermann Mitglied des Stadtrates von Pilsen. Er wurde zum Ehrenbürger der Stadt Pilsen ernannt und zählt neben Adalbert Stifter und Maximilian Schmidt zu den bedeutendsten Schriftstellern des Böhmerwaldes.
Ab 1885 erschienen seine in deutscher Sprache verfassten Erzählungen in der Zeitung Politik. Da Klostermanns auf Deutsch geschriebenes Buch Böhmerwaldskizzen keinen Erfolg hatte, wendete er sich als Schriftsteller verstärkt der tschechischen Sprache zu (Der Sohn des Freirichters, 1890). 1892 erschien sein erster Roman Aus der Welt der Waldeinsamkeiten, den die Königliche böhmische Gesellschaft der Wissenschaften mit einem Preis auszeichnete. Zwischen 1901 und 1919 erschienen zehn seiner insgesamt vierzehn Romane sowie zehn Sammelbände mit Erzählungen. Fünf dieser Romane erhielten den Jahrespreis dieser Gesellschaft.
Im Juli 1923 starb Karel Faustin Klostermann im Kloster des Frauenordens Congregatio Jesu auf Schloss Steken in Südböhmen und wurde in Pilsen beigesetzt.
2008 brachte die Tschechische Post eine Sonderbriefmarke zu Ehren von Karel Klostermann heraus.
Nach 1998 wurden vom grenzüberschreitenden Verein Karel Klostermann – Dichter des Böhmerwaldes e. V. in Grafenau zwei Gedenksteine auf beiden Seiten der Grenze mit der Aufschrift: Karel Klostermann – Apostel der Versöhnung zwischen Deutschen und Tschechen errichtet.

## Rezeption

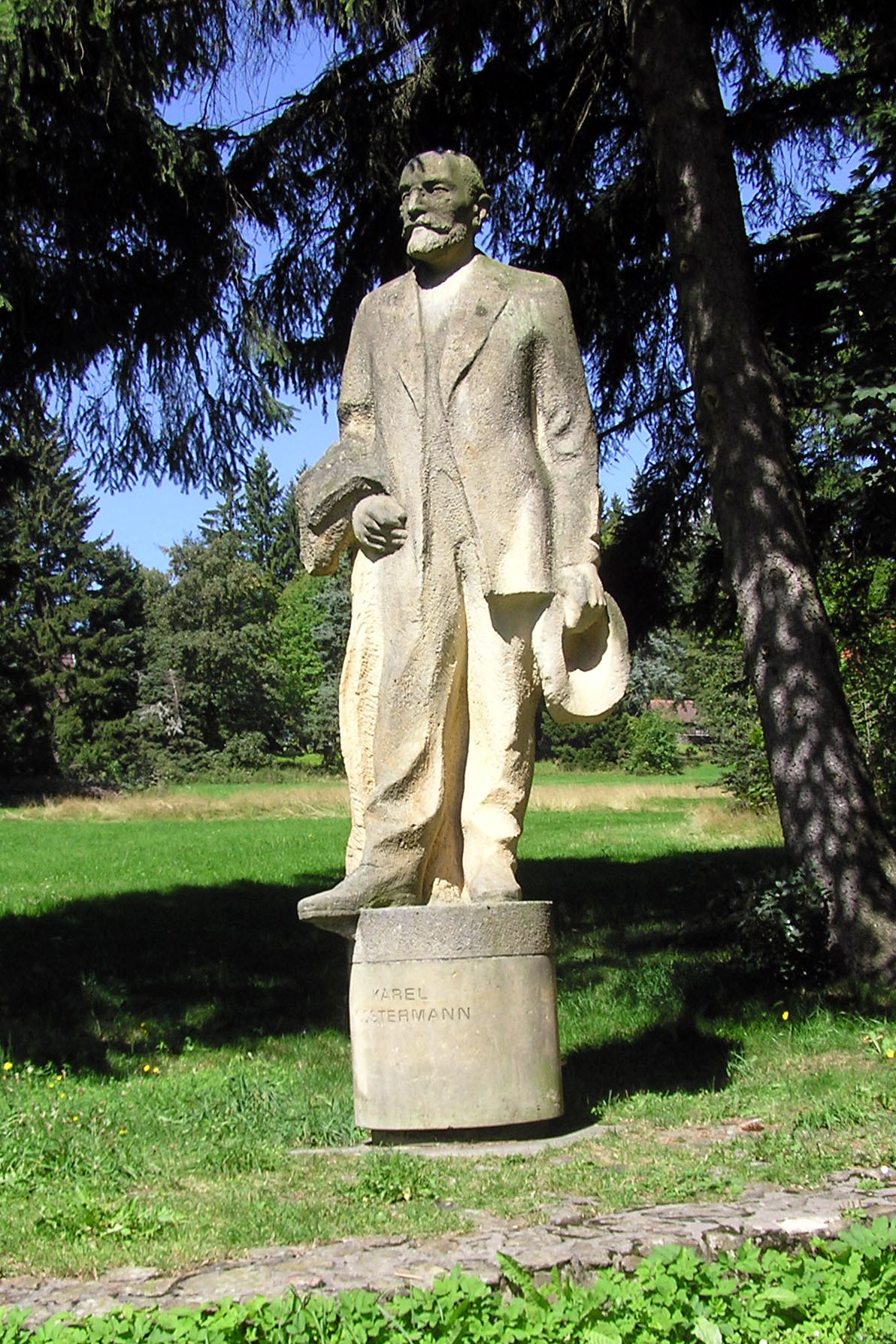
Denkmal zu Ehren Karel Klostermanns in Javorník

Die Landschaft und die Menschen des Böhmerwaldes sind das Thema Klostermanns. Als realistisch-naturalistischer Erzähler schildert er drastisch und ohne Pathos die raue Lebenswirklichkeit der Bewohner des Böhmerwaldes. Doch wird auch immer wieder sein feiner Humor in seinen Werken spürbar.
Seine Entscheidung, nur mehr in tschechischer Sprache zu veröffentlichen, hat ihm unter den Klassikern der böhmischen Erzähler einen festen Platz eingebracht. Daran hat auch der Vorwurf einiger national-böhmischer Rezensenten und Kritiker nichts geändert, dass die handelnden Personen seiner Prosa Deutsche seien. Selbst die Vertreibung der Deutschen aus der Tschechoslowakei nach dem Zweiten Weltkrieg hat das Andenken an Karel Klostermann unbeschadet überstanden. Im Gegenteil, er, der bisher von deutsch-national Gesinnten mit Erfolg totgeschwiegen worden war, erhielt nun die Ehrungen, die ihm längst zugestanden hätten. Klostermann-Gedenktafeln, Klostermann-Straßen, Klostermann-Zimmer in Museen gibt es im Böhmerwald erst, seit Klostermanns Landsleute nicht mehr dort ansässig sind.
Das Werk des Schriftstellers, der sich für die Verständigung zwischen den tschechischen und deutschen Bewohnern Böhmens und vor allem des Böhmerwaldes einsetzte, ist erst in jüngster Zeit wieder auf deutscher Seite entdeckt worden. Der Verlag Karl Stutz in Passau hat einige seiner Werke neu herausgebracht.

## Werke (Auswahl)
Erzählungen
- Böhmerwaldskizzen. Stutz, Passau 1996/97. Neudruck Henricus Berlin 2018

1. Böhmerwaldskizzen. 1996, ISBN 3-88849-049-9 (EA Pilsen 1890)
2. Heiteres und Trauriges aus dem Böhmerwalde. Der Böhmerwaldskizzen anderer Teil. 1997, ISBN 3-88849-050-2.

- Der Sohn des Freirichters. Stutz, Passau 1998, ISBN 3-88849-051-0 (übersetzt von Gerold Dvorak)
  - Tschechisch: V srdci šumavských hvozdů. Prag 1971 (Nachdr. d. Ausg. 1890)
- Ze šumavského podlesí. Pilsen 1908.
- Faustins Geschichten aus dem Böhmerwald. Stutz, Passau 2001, ISBN 3-88849-053-7 (übersetzt von Gerold Dvorak)

Jugendbücher
- Jiříčkův zimní výlet, Robinson na Otavě. 1911.

Romane
- Aus der Welt der Waldeinsamkeiten. Morsak, Grafenau 2005, ISBN 3-86512-014-8 (Nachdruck d. Ausg. Grafenau 1993, übersetzt von Anna Jelinek)
  - Tschechisch: Ze světa lesních samot. Prag 1999, ISBN 80-7106-284-7 (Nachdr. d. Ausg. Prag 1904)
- Im Böhmerwaldparadies. Stutz, Passau 2005, ISBN 3-88849-054-5 (übersetzt von Gerold Dvorak)
  - Tschechisch: V ráji šumavském. Prag 1958 (Nachdruck d. Ausg. Prag 1893)
- Za štěstím. Prag 1914 (Nachdruck d. Ausg. Pilsen 1895)
- Die Glasmacher. Stutz, Passau 2006, ISBN 978-3-88849-055-2 (übersetzt von Otto Stelzer)
  - tschechisch: Skláři. Prag 1971 (Nachdruck d. Ausg. Pilsen 1922)
- Hostinný dům, Domek v Polední ulici. 1898.
- Bílý samum. 1903.
- Der Herr Professor. Stutz, Passau 1999, ISBN 3-88849-052-9 (übersetzt von Gerold Dvorak)
  - Tschechisch: Pan profesor.
- Die Erben des Böhmerwaldparadieses. Buch- und Kunstverlag Oberpfalz, Amberg 2002, ISBN 3-935719-10-8 (übersetzt von Gerold Dvorak)
  - Tschechisch: Kam spějí děti. Prag 1901.
- Im Herzen des Böhmerwaldes. Ohetaler Verlag Grafenau 2018
- Ferien im Böhmerwald, "Faustins" Erzählungen, Erinnerungen von Karl Klostermann aus der Zeitschrift "Politik", Ohetaler-Verlag, Grafenau

Werkausgabe
- Spisy Karla Klostermanna. 1904/1928 (25 Bände)